# Siyahamba
Siyahamba ist eine südafrikanische Hymne, die in den 1990er Jahren auch in Nordamerika und Europa populär wurde. Der Text bedeutet in der Zulu-Sprache „Wir brechen auf, um im Licht des Königs zu gehen“.

## Geschichte
„Siyahamba“ ist vermutlich in einer ländlichen protestantischen Gemeinde in der Provinz Natal in Südafrika entstanden. Das Lied existierte vermutlich bereits vor 1952 in mündlicher Form, als Andries van Tonder aus Dundee, Natal, es erstmals transkribierte. Van Tonder gilt auch als Autor der frühesten bekannten Afrikaans-Version des Textes, während die Autoren der Melodie und des Zulu-Textes unbekannt sind. Der Text mit dem biblischen Bild vom Wandeln im göttlichen Licht könnten von methodistischen oder pfingstkirchlichen Hymnen inspiriert sein.
1978 tourte die schwedische Chorgruppe Fjedur auf Einladung der Evangelisch-Lutherischen Kirche Südafrikas durch Südafrika. Während dieser Tournee hörte und nahm der musikalische Leiter von Fjedur, Anders Nyberg „Siyahamba“ in einer Mädchenschule in Appelsbosch, Natal, auf.
1984 arrangierte Nyberg „Siyahamba“ für eine vierstimmige Vertonung. Dabei verzichtete er auf einen Wechsel zwischen Vorsänger und Chor, wie er sonst oft für african songs typisch ist und wie er in anderen, möglicherweise ursprünglicheren Versionen des Liedes vorkommt. In Nybergs Version wird Siyahamba bis heute in vielen Gospelchören in Deutschland gesungen, während in Südafrika selbst nach wie vor auch deutlich davon abweichende Versionen im Gebrauch sind.
1994 nahm GIA Publications das Lied (unter dem Titel „We Are Marching in the Light of God“) in Gather Comprehensive auf, ein in amerikanischen katholischen Gemeinden weit verbreitetes Gesangbuch. Zahlreiche andere Kirchen in den USA folgten diesem Beispiel.
In Deutschland wurde es mehrfach in die Liederbücher für die Kirchentage sowie in zahlreiche andere Bücher mit Neuen geistlichen Liedern aufgenommen. Nach seiner Einführung in Europa und den USA durch Nyberg in den 1980er Jahren wurde es häufig bei internationalen Bemühungen zur Beendigung des Regimes der Rassendiskriminierung in Südafrika eingesetzt, insbesondere aufgrund seiner religiösen Botschaft in der von christlichen Kirchen organisierten Kampagne im Westen.

## Text
Siyahamba ist ein „Zipper-Song“: Der Text besteht aus einer Phrase, die in verschiedenen Variationen wiederholt wird. Dadurch entsteht eine Struktur, die eher als zyklisch denn als linear wahrgenommen wird. C. Michael Hawn hat die Theorie aufgestellt, dass zyklische Formen tendenziell den Gemeinschaftsgeist betonen und körperliche Reaktionen während der Aufführung ermöglichen. Diese zyklische Form erklärt zusammen mit der Bedeutung des Textes möglicherweise die Beliebtheit des Liedes als Prozessions- und Opfergabenlied sowie als Protest- oder Marschlied.
Der Originaltext in Zulu lautet:
Siyahamb' ekukhanyeni kwenkos', Siyahamba ekukhanyeni kwenkos'. 

Siyahamb' ekukhanyeni kwenkos', Siyahamba ekukhanyeni kwenkos'.

[ekukhanyeni kwenkos'] 

Siyahamba... ooh [Siyahamba, hamba, Siyahamba, hamba] Siyahamba ekukhanyeni kwenkos'.

[ekukhanyeni kwenkos'] 

Siyahamba... ooh [Siyahamba, hamba, Siyahamba, hamba] Siyahamba ekukhanyeni kwenkos'.
Der schon früh entstandene Afrikaans-Text lautet: Ons marsjeer nou in die lig van God …, der neben dem Zulutext international am bekanntesten gewordene englische Text: We are marching in the light of God.
1999 entstand im Rahmen des 1. Norddeutschen Gospelchortreffens die deutsche Textfassung: Wir geh’n weiter auf dem Weg mit Gott, die in Deutschland von vielen  Gospelchören neben der Zulu- und der englischen Fassung gesungen wird.
Auch in zahlreichen anderen Sprachen gibt es eigene Textfassungen zu diesem Lied.
Das Lied „Tiri kuyenda“ aus Malawi weist deutliche Ähnlichkeiten mit dem südafrikanischen „Siyahamba“ auf – die inhaltliche Bedeutung ist identisch, die Melodie sehr ähnlich. Es wird jedoch im Wechsel von Vorsänger und Chor gesungen. Möglicherweise geht es auf eine mündlich überlieferte Version von Siyahamba zurück, die unabhängig von der „Nyberg-Version“ ist.